# Controguerra
Controguerra é uma comuna italiana da região dos Abruzos, província de Teramo, com cerca de 2.480 habitantes. Estende-se por uma área de 22 km², tendo uma densidade populacional de 113 hab/km². Faz fronteira com Ancarano, Colonnella, Corropoli, Monsampolo del Tronto (AP), Monteprandone (AP), Nereto, Spinetoli (AP), Torano Nuovo.

## Demografia
| Variação demográfica do município entre 1861 e 2011                               |
|                                                                                   |
| Fonte: Istituto Nazionale di Statistica (ISTAT) - Elaboração gráfica da Wikipedia |